# 金萬德
金萬德（韓文：김만덕，1739年—1812年），朝鮮王朝時期知名的行善商人。本貫金海。

## 生平

### 脱离妓生身份從商
金萬德生於朝鮮英祖十五年（1739年）。根據《樊巖集》記載，她從小就失去母親，無依無靠，因此被寄養在教坊。雖然她成为了一位妓生，但她從不認為自己是妓生，於是向官府動之以情，請求從妓籍中除名。官府憐憫她的身世，遂將其從妓籍中除名，從此恢復良民的身份。之後，她發揮經商的才華，從商幾十年而成為知名的富商。

### 散金救災
正祖十九年（1795年），濟州島鬧饑荒，居民因為沒有錢買食物而相繼死去。由於朝廷的援助緩不濟急，金萬德便捐金錢與米糧給受災的郡縣，於是災民們都很感激她的德行與恩情，濟州牧使（首長）亦將其善行上報朝廷。正祖得知之後感到驚奇，下諭問她的願望，並許諾會無條件如其所願。她回覆只希望能入京瞻望君王所在之處，並登金剛山。觀望群峰。雖然當時的法律規定濟州島的女人不能過海登陸，但是正祖還是打破規定而答應她的請求，並下令沿途官府給她備馬匹、供食宿。

### 醫女之首
正祖二十年（1796年）秋天，金萬德抵達國都漢陽（即今首爾），正祖命宣惠廳每個月都要供其米糧。幾日後，正祖命她為內醫院醫女，並位居醫女之首（의녀반수）。在她依例前往所有宮殿問安之時，正祖亦命令各尚宮賞賜物品給她。此時，她的名字在漢陽可說是無人不知無人不曉，所有達官貴人都想見她一面。
半年之後，即正祖二十一年（1797年）的暮春，她登上金剛山，欣賞瀑布、群峰，在寺廟時上香頂禮；此時五十八歲的金萬德是第一次看見佛像，因為當時佛教還未傳到濟州。離開金剛山，還往通川遊覽，才返回漢陽。在漢陽準備返回濟州之前，她向所有宮殿告辭，又得到許多賞賜。
她在啟程之前，向領議政蔡濟恭辭行，哽咽地說「此生恐怕無法再見您一面了」說完便潸然淚下。蔡濟恭說「這世上有三座神山，世人說我國的漢拏山即瀛洲，金剛山就是所謂的蓬萊。妳生長在濟州，登過漢拏山、白鹿潭，現在又登金剛山，三座神山其中二座神山都被你包攬了，天下男子未必能像妳這樣！今日臨別，妳卻顯現男女離別的姿態，這是何必呢？」

### 身後
金萬德於73歲（1812年）時去世。她的墓位於如今的濟州島紗羅峰公園內，旁有「醫女班首萬德義人之墓」的巨型紀念碑。公園內建有「萬德館」，擺放了其生平簡介及描繪其生平事迹的圖畫。

## 逸聞
在《凡谷記聞》一書當中有記載，在金萬德入京時，一名女妓紅桃曾特地寫了首詩：「女醫行首耽羅妓，萬里層溟不畏風，又向金剛山裡去，香名留在教坊中。」

## 相關影劇
- 電視劇《巨商金萬德》，2010年KBS。李美妍飾金萬德。